# George FitzRoy, 1. Duke of Northumberland

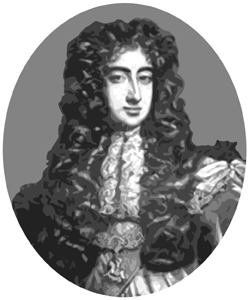
George FitzRoy, 1. Duke of Northumberland

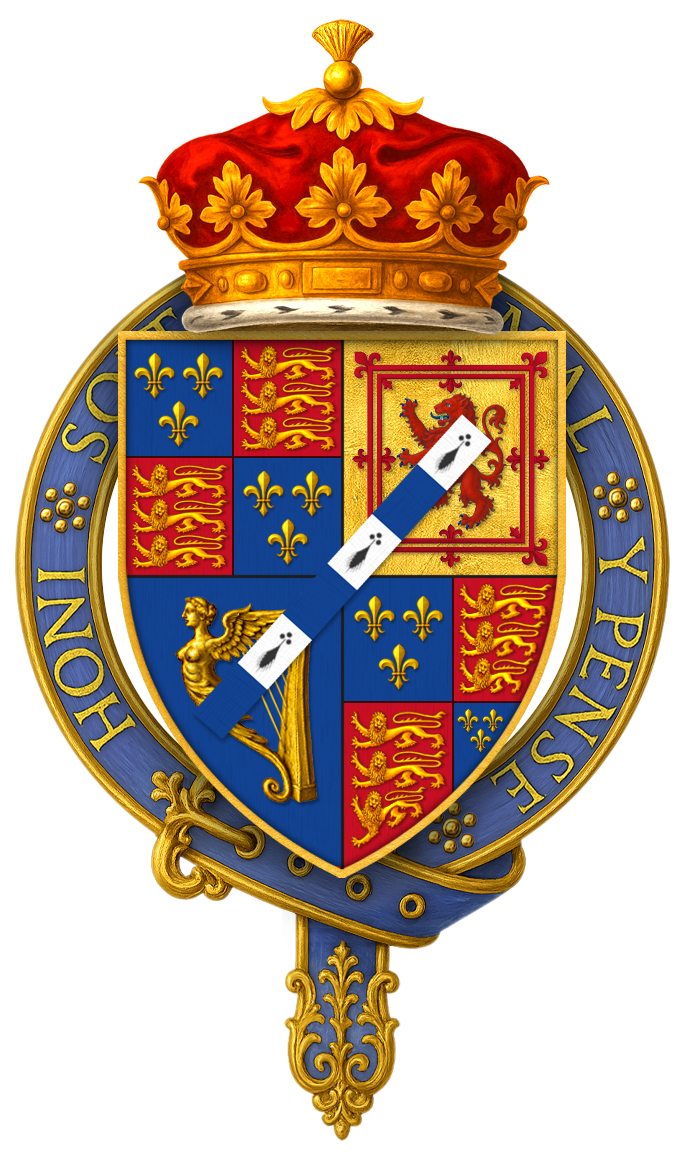
Wappen von George FitzRoy, 1. Duke of Northumberland, KG

George FitzRoy, 1. Duke of Northumberland, KG, PC (* 28. Dezember 1665 in Merton College, Oxford; † 28. Juni 1716 in Epsom) war ein englischer bzw. britischer Adliger und Militär.
Er war der dritte und jüngste illegitime Sohn von König Karl II. von England aus dessen Beziehung mit Barbara Palmer, Countess of Castlemaine, die 1670 suo iure zur Duchess of Cleveland erhoben wurde.
Am 1. Oktober 1674 verlieh ihm sein Vater die erblichen Titel Earl of Northumberland, Viscount Falmouth, in the County of Cornwall, und Baron Pontefract, in the County of York. Am 6. April 1683 erhob er ihn zudem zum Duke of Northumberland.
1682 war er für den Geheimdienst in Venedig beschäftigt. Nach seiner Rückkehr nach England, wurde er am 10. Januar 1684 zum Knight Companion des Hosenbandorden ernannt und am 8. April 1684 feierlich eingeführt. In diesem Sommer kämpfte er auf Seiten von Frankreich bei der Belagerung von Luxemburg. 1685 wurde er Colonel des 2nd Troop of Horse Guards. Im Dezember 1688 erhielt er das Hofamt des Lord of the Bedchamber. 1707 folgte die Ernennung zum Constable von Windsor Castle, 1710 zum Lord Lieutenant von Surrey, und 1712 zum Lord Lieutenant von Berkshire. 1703 wurde er Nachfolger des Earl of Oxford Colonel der Royal Regiment of Horse. Am 10. Januar 1710 wurde er in den Rang eines Lieutenant-General befördert. Am 7. April 1713 folgte die Ernennung zum Mitglied des Privy Council und Chief Butler of England. 
Spätestens im März 1686 heiratete er Catherine Wheatley, Tochter des Geflügelhalters Robert Wheatley, aus Bracknell in Berkshire. Catherine war die Witwe von Thomas Lucy, Gutsherr von Charlecote Park, einem Captain des Royal Regiment of Horse. Bald nach der Hochzeit versuchten Northumberland und sein Bruder Henry FitzRoy, 1. Duke of Grafton sie in ein englisches Konvent in Gent, Belgien, zu bringen. Nach dem Tod von Catherine im Mai 1714 heiratete FitzRoy im März 1715 Mary Dutton, die Schwester von Captain Mark Dutton. Beide Ehen blieben kinderlos.
Der Duke lebte in Frogmore House in Windsor, Berkshire. Als er im Alter von 50 Jahren ohne Nachkommen starb erloschen seine Adelstitel. Er wurde in Westminster Abbey bestattet. Seine Frau Mary starb 1738 in Frogmore House.